# Armene breviptera
Armene breviptera är en bönsyrseart som beskrevs av Aare Lindt 1963. Armene breviptera ingår i släktet Armene och familjen Mantidae. Inga underarter finns listade i Catalogue of Life.